# マルシコヴェーテレ
マルシコヴェーテレ（イタリア語: Marsicovetere）は、イタリア共和国バジリカータ州ポテンツァ県にある、人口約5,500人の基礎自治体（コムーネ）。

## 地理

### 位置・広がり

#### 隣接コムーネ
隣接するコムーネは以下の通り。
- カルヴェッロ
- グルメント・ノーヴァ
- マルシコ・ヌオーヴォ
- パテルノ
- トラムートラ
- ヴィッジャーノ

## 行政

### 分離集落
マルシコヴェーテレには、以下の分離集落（フラツィオーネ）がある。
- Arbusto, Arenara, Barricelle, Capizzo, Chiuppo, Cultura, Pedali, Villa d'Agri